# Hawar
Hawar (en árabe: جَزِيرَة حَوَار‎, romanizado: Jazirat Ḥawār) es la mayor del archipiélago de las islas Hawar perteneciente a Baréin. Su área es de 40 kilómetros cuadrados y representa casi el 80% de la superficie total del archipiélago Hawar.
Desde 2002, en Baréin se han aplicado medidas tendientes a que las islas Hawar sean reconocidas como Patrimonio de la Humanidad, debido a su ambiente único y hábitat de especies en peligro de extinción. Este sitio es el hogar de muchas especies de fauna y un lugar muy interesante para los observadores de aves y para el buceo.
La isla se compone de un complejo de playas continuas, en el oeste, con una pendiente que se levanta de oeste a este. Hay también un complejo de bahías y formaciones rocosas a lo largo de la costa este. La isla se eleva a una altura máxima de 22 metros.